# Isländische Fußballmeisterschaft 1967
Die isländische Fußballmeisterschaft 1967 war die 56. Spielzeit der höchsten isländischen Fußballliga. Die Saison begann am 27. Mai 1967 und endete am 24. September 1967.
Es nahmen sechs Teams am Wettbewerb teil, in dem sie in einer einfachen Hin- und Rückrunde je zweimal aufeinander trafen. Danach spielten die beiden erstplatzierten punktgleichen Teams in einem Playoff-Spiel um den Meistertitel. Der Titel ging zum 14. Mal an den amtierenden Titelverteidiger Valur Reykjavík.

## Abschlusstabelle
| Pl. | Verein              | Sp. | S | U | N | Tore    | Quote | Punkte |
| --- | ------------------- | --- | - | - | - | ------- | ----- | ------ |
| 1.  | Valur Reykjavík (M) | 10  | 6 | 2 | 2 | 020:160 | 1,25  | 14:60  |
| 2.  | Fram Reykjavík (N)  | 10  | 5 | 4 | 1 | 015:110 | 1,36  | 14:60  |
| 3.  | ÍBA Akureyri        | 10  | 6 | 1 | 3 | 021:110 | 1,91  | 13:70  |
| 4.  | ÍB Keflavík         | 10  | 3 | 2 | 5 | 009:130 | 0,69  | 08:12  |
| 5.  | KR Reykjavík (P)    | 10  | 3 | 1 | 6 | 015:180 | 0,83  | 07:13  |
| 6.  | ÍA Akranes          | 10  | 2 | 0 | 8 | 009:200 | 0,45  | 04:16  |

| (M) | amtierender isländischer Meister     |
| (P) | amtierender isländischer Pokalsieger |
| (N) | Neuaufsteiger                        |

### Kreuztabelle
Die Kreuztabelle stellt die Ergebnisse aller Spiele dieser Saison dar. Die Heimmannschaft ist in der ersten Spalte aufgelistet, die Gastmannschaft in der obersten Reihe. Die Ergebnisse sind immer aus Sicht der Heimmannschaft angegeben.
| 1967            | Fram Reykjavík | ÍBA Akureyri | ÍA Akranes | ÍB Keflavík | KR Reykjavík | VAL |
| Fram Reykjavík  |                | 0:1          | 2:1        | 1:1         | 2:1          | 2:2 |
| ÍBA Akureyri    | 1:2            |              | 4:1        | 3:1         | 0:0          | 2:1 |
| ÍA Akranes      | 1:2            | 1:5          |            | 0:1         | 1:3          | 1:2 |
| ÍB Keflavík     | 0:0            | 2:1          | 0:1        |             | 2:0          | 0:2 |
| KR Reykjavík    | 2:3            | 1:3          | 0:2        | 1:0         |              | 5:1 |
| Valur Reykjavík | 1:1            | 2:1          | 1:0        | 4:2         | 4:2          |     |

## Playoffs
Da die beiden bestplatzierten Teams der Abschlusstabelle punktegleich waren, wurde der Meister in einem Playoff ermittelt, aus welchem Valur Reykjavík als Sieger hervorging, und daher als Meister für die Teilnahme am Europapokal der Landesmeister 1968/69 qualifiziert war.
| Paarung  | Valur Reykjavík – Fram Reykjavík |
| Ergebnis | 2:0                              |
| Datum    | 24. September 1967               |
| Stadion  | Laugardalsvöllur, Reykjavík      |
| Tore     | unbekannt                        |

## Torschützen
Die folgende Tabelle gibt die besten Torschützen der Saison wieder.
| Rang | Tore | Spieler            | Verein          |
| ---- | ---- | ------------------ | --------------- |
| 1.   | 12   | Hermann Gunnarsson | Valur Reykjavík |
| 2.   | 10   | Skuli Agustsson    | ÍBA Akureyri    |
| 3.   | 07   | Kári Árnason       | ÍBA Akureyri    |
| 4.   | 06   | Gunnar Felixson    | Fram Reykjavík  |
| 5.   | 05   | Helgi Numason      | Fram Reykjavík  |
| 5.   | 05   | Reynir Jonsson     | Valur Reykjavík |